# Six Miles/Descatier
Six Miles/Descatier es una localidad de Santa Lucía que forma parte del distrito de Micoud.